# 阿姆尼库尔
阿姆尼库尔（法語：Amenucourt，法語發音：[am(ə)nykuʁ] ⓘ）是法国法蘭西島大區瓦兹河谷省的一个市镇，属于蓬图瓦兹区

## 地理
阿姆尼库尔（49°6'22"N, 1°38'31"E）面积8.7 平方千米，位于法国法蘭西島大區瓦兹河谷省，该省份为法国北部内陆省份，北起瓦兹省，西接厄尔省，南至塞纳-圣但尼省、上塞纳省和伊夫林省，东临塞纳-马恩省。
与阿姆尼库尔接壤的市镇（或旧市镇、城区）包括：布赖和吕、加尼、绍西、谢朗斯、拉罗什吉永、埃普特河畔韦克桑。

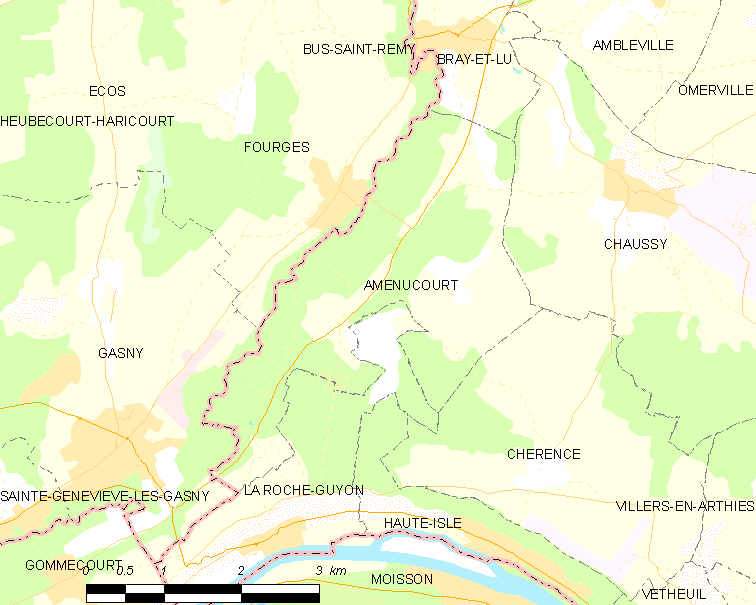
阿姆尼库尔的OSM定位图

阿姆尼库尔的时区为UTC+01:00、UTC+02:00（夏令时）。

## 行政
阿姆尼库尔的邮政编码为95510，INSEE市镇编码为95012。

## 政治
阿姆尼库尔所属的省级选区为沃雷阿勒县。

## 人口

1962-2008年间阿姆尼库尔人口变化图示

阿姆尼库尔于2022年1月1日时的人口数量为208人。